# Mike & Molly
Mike & Molly ist eine US-amerikanische Sitcom, die ab 2010 für den Sender CBS produziert und seit dem 20. September 2010 ausgestrahlt wurde. In Deutschland begann die Ausstrahlung der Serie am 6. September 2012 bei Sat.1 sowie später auch bei ProSieben. Nach sechs Staffeln wurde die Serie im Mai 2016 beendet.

## Handlung
Im Mittelpunkt steht das Chicagoer Paar Mike Biggs und Molly Flynn. Sie haben Probleme mit ihrem Übergewicht und wollen etwas dagegen tun. Beide besuchen das Treffen der Selbsthilfegruppe für Menschen mit Ess-Störungen Overeaters Anonymous, wo sie sich auch ineinander verlieben. 
Für Molly ist es nicht einfach, sich auf das Abnehmen zu konzentrieren. Sie lebt mit ihrer promiskuitiven jüngeren Schwester Victoria und ihrer Mutter Joyce zusammen, die beide trotz ihres gesunden Appetits nicht mit Übergewicht zu kämpfen haben. Auch Mike hat es schwer mit der Diät. Er und sein Kollege Carl essen jeden Tag in einem Diner, wo sie sich mit dem senegalesischen Kellner Samuel anfreunden. So muss Mike jeden Tag den Versuchungen aufs Neue widerstehen.

## Figuren

### Michael „Mike“ Biggs
Michael „Mike“ Biggs ist eine der beiden Hauptfiguren der Serie. Er wird in der ersten Folge als Polizist aus Chicago mit Gewichtsproblem eingeführt und besucht das Treffen der Selbsthilfegruppe Overeaters Anonymous für Menschen mit Essanfällen. Bei einem Treffen lernt Mike die Grundschullehrerin Molly kennen, die ihm sofort sympathisch ist. Nachdem Molly Mike fragt, ob er ihrer Klasse von seiner Arbeit berichten würde, verabreden sich beide in der nächsten Folge. Mike ist ein gefühlvoller Cop, aber oftmals unsicher, wie er sich Molly gegenüber verhalten soll. Mikes Partner und bester Freund Carl McMillan unterstützt ihn, so gut er kann. Im Laufe der ersten Staffel lernen sich Mike und Molly besser kennen, bis Mike Molly einen Heiratsantrag macht, den sie annimmt. In der zweiten Staffel ziehen beide im Haus von Mollys Mutter zusammen.

### Molly Flynn
Molly Flynn-Biggs ist die zweite Hauptfigur der Serie. Sie hat englische Literatur studiert, arbeitet anfangs als Grundschullehrerin und unterrichtet eine vierte Klasse. Auch sie besucht das Treffen der Selbsthilfegruppe für Menschen mit Essanfällen und lernt dort Mike kennen. Sie hat viel Humor, auch wenn es um ihre Figur geht. Sie lebt zusammen mit ihrer Schwester Victoria bei ihrer Mutter. Obwohl sie hierdurch Geld für die Miete spart, ist sie finanziell sehr dürftig aufgestellt, da sie gerne reist. Im Verlauf der ersten Staffel bewirbt sich Molly um die Stelle der stellvertretenden Direktorin ihrer Schule. Die zusätzliche Arbeit belastet die Beziehung zwischen Molly und Mike. Am Anfang der vierten Staffel quittiert sie den Schuldienst und arbeitet als Schriftstellerin. Sie kann einen erfolgreichen erotischen Roman veröffentlichen.

## Besetzung und Synchronisation
Die deutsche Synchronisation wird durch die Synchronfirma Lavendelfilm GmbH in Berlin unter der Dialogregie von Elisabeth von Molo bearbeitet.

### Hauptdarsteller
| Rollenname              | Schauspieler          | Hauptrolle      | Nebenrolle | Beschreibung                                                                        | Synchronsprecher/in                                      |
| ----------------------- | --------------------- | --------------- | ---------- | ----------------------------------------------------------------------------------- | -------------------------------------------------------- |
| Michael „Mike“ Biggs    | Billy Gardell         | 1.01–6.13       |            | Polizist Mollys Ehemann                                                             | Michael Iwannek                                          |
| Molly Flynn-Biggs       | Melissa McCarthy      | 1.01–6.13       |            | anfangs Grundschullehrerin, versucht sich später als Schriftstellerin Mikes Ehefrau | Anke Reitzenstein                                        |
| Carlton „Carl“ McMillan | Reno Wilson           | 1.01–6.13       |            | Polizeibeamter Mikes bester Freund und Kollege                                      | Florian Halm                                             |
| Babatunde alias Samuel  | Nyambi Nyambi         | 1.01–6.13       |            | Kellner in Abe’s Restaurant / Besitzer von Abe’s Restaurant                         | Alexander Doering                                        |
| Joyce Moranto           | Swoosie Kurtz         | 1.01–6.13       |            | Rentnerin Mollys Mutter                                                             | Liane Rudolph                                            |
| Victoria Flynn          | Katy Mixon            | 1.01–6.13       |            | Kosmetikerin Mollys Schwester                                                       | Sarah Riedel                                             |
| Rosetta McMillan        | Cleo King             | 1.05–5.22       | 1.03, 6.13 | Rentnerin Carls Großmutter                                                          | Katharina Tomaschewski                                   |
| Vince Moranto           | Louis Mustillo        | 1.14–6.13       | 1.04–1.12  | Joyce’ Ehemann                                                                      | Hans-Jürgen Dittberner (1.04–6.06) Bodo Wolf (6.07–6.13) |
| Peggy Biggs             | Rondi Reed            | 1.15–6.13       | 1.06–1.13  | Rentnerin Mikes Mutter                                                              | Kerstin Sanders-Dornseif                                 |
| Harry                   | David Anthony Higgins | 3.03–5.22, 6.13 | 1.20–2.23  | Mitglied der Selbsthilfegruppe                                                      | Werner Böhnke                                            |

### Nebendarsteller
| Rollenname        | Schauspieler         | Hauptrolle (Staffel) | Nebenrolle (Staffel)  | Beschreibung                  | Synchronsprecher/in      |
| ----------------- | -------------------- | -------------------- | --------------------- | ----------------------------- | ------------------------ |
| Bruder Heywood    | Reginald VelJohnson  |                      | 1.23, 2.19, 2.22–2.23 | Prediger                      | Thomas Kästner           |
| Cleopatra/Rebecca | Laura Coover         |                      | 2.06, 2.08, 2.11      |                               | Josephine Schmidt        |
| Christina         | Holly Robinson Peete |                      | 2.07–3.06             | Freundin von Carl             | Antje von der Ahe        |
| Jack Biggs        | Francis Guinan       |                      | 2.21–2.23             | Mikes Vater                   | Eberhard Haar            |
| Dwight            | Jim Beaver           |                      | 3.22–3.23             | Freund von Vince              | Jan Spitzer              |
| J.C. Small        | Susan Sarandon       |                      | 4.04, 4.19            | Mollys Vorbild                | Kerstin Sanders-Dornseif |
| Rosmary Biggs     | Margo Martindale     |                      | 5.17, 5.19            | Peggys Schwester, Mikes Tante | Almut Zydra              |

## Ausstrahlung und Einschaltquoten

### Vereinigte Staaten
In den Vereinigten Staaten begann die Ausstrahlung der ersten Staffel am 20. September 2010 und endete am 16. Mai 2011. Im Durchschnitt verfolgten 11,14 Mio. Zuschauer die erste Staffel, wodurch sie auf Rang 35 unter allen ausgestrahlten Serien in dieser Season kam.
Im Mai 2011 wurde die Produktion einer zweiten Staffel bekannt. Die Ausstrahlung der zweiten Staffel begann am 26. September 2011 und wurde am 14. Mai 2012 beendet. Die durchschnittlichen Einschaltquoten der zweiten Staffel verbesserten sich leicht auf 11,51 Mio. und Rang 31.
Bereits im März 2012 wurde die Serie um eine dritte Staffel verlängert, deren Ausstrahlung am 24. September 2012 bei CBS begann. Die Ausstrahlung des Staffelfinales sollte am 20. Mai 2013 stattfinden, wurde aber auf den 30. Mai 2013 verschoben. Als Grund wurde der in der Episode enthaltene Hurrikan genannt.
Auch die Verlängerung um eine vierte Staffel erfolgte frühzeitig im März 2013. Die Ausstrahlung der vierten Staffel erfolgte ab dem 4. November 2013.
Am 13. März 2014 wurde die Verlängerung von Mike & Molly um eine fünfte Staffel bekanntgegeben.
Im Mai 2015 Verlängerte CBS die Serie um eine sechste Staffel mit 13 Episoden, welche von Januar bis Mai 2016 ausgestrahlt wurde. Im Dezember 2015 wurde die Einstellung der Serie bekannt gegeben.

### Deutschland
Die deutschsprachige Erstausstrahlung begann am 6. September 2012 beim Sender Sat.1. Zuvor plante bereits Kabel eins ab März 2012 eine Ausstrahlung der Serie. Die Serie wurde jedoch nach der Ausstrahlung vom 20. September wegen zu geringer Einschaltquoten nach sechs Episoden aus dem Programm genommen.
Am 14. Mai 2013 begann der Sender ProSieben die Serie von Anfang an neu auszustrahlen. So waren zunächst die sechs Episoden, die zuvor bei Sat.1 erstausgestrahlt wurden, zu sehen, bevor man vom 4. Juni bis zum 30. Juli 2013 die restlichen Episoden der ersten Staffel in deutscher Erstausstrahlung zeigte.
Im Durchschnitt wurde die erste Staffel bei ProSieben von 0,99 Millionen Zuschauer (12,1 Prozent) der werberelevanten Zielgruppe und 1,16 Millionen Zuschauer (5,7 Prozent) des Gesamtpublikums verfolgt.
Im Anschluss zeigte der Sender ab dem 6. August 2013 auch die zweite Staffel.
Direkt im Anschluss an die zweite Staffel erfolgte die Ausstrahlung der dritten Staffel.
Die Ausstrahlung der vierten Staffel begann direkt im Anschluss am 8. April und endete am 5. August 2014.
Vom 21. April 2015 bis 11. August 2015 hat ProSieben die Episoden der fünften Staffel ausgestrahlt.
Die finale Staffel 6 startet am 16. November 2016 bei ProSieben.

### Österreich
In Österreich begann der Sender ORF eins am 16. September 2012 die Ausstrahlung der Sitcom. Auch der ORF beendete die Ausstrahlung frühzeitig nach nur neun Episoden am 30. Dezember 2012 ohne Angabe von Gründen.

## Rezeption

### Kritik
Die erste Staffel der Serie hat bei Metacritic ein Metascore von 63/100 basierend auf 23 Rezensionen.

### Auszeichnungen und Nominierungen
| Jahr | Award                    | Kategorie                                                                             | Ergebnis  |
| ---- | ------------------------ | ------------------------------------------------------------------------------------- | --------- |
| 2011 | Emmy                     | Beste Hauptdarstellerin in einer Comedyserie: Melissa McCarthy                        | Gewonnen  |
| 2011 | Emmy                     | Beste künstlerische Leitung einer Multi-Kamera-Serie                                  | Nominiert |
| 2011 | People’s Choice Awards   | Beste neue Comedyserie                                                                | Nominiert |
| 2011 | Satellite Award          | Beste Darstellerin in einer Musical- oder Comedyserie: Melissa McCarthy               | Nominiert |
| 2012 | Emmy                     | Beste Hauptdarstellerin in einer Comedyserie: Melissa McCarthy                        | Nominiert |
| 2012 | Emmy                     | Kinematographie für eine Multi-Kamera-Serie                                           | Nominiert |
| 2012 | Emmy                     | Beste künstlerische Leitung einer Multi-Kamera-Serie                                  | Nominiert |
| 2012 | Young Artist Awards      | Bester Gastdarsteller in einer Fernsehserie zwischen 18 und 21 Jahren: Ryan Malgarini | Gewonnen  |
| 2012 | PAAFTJ Television Awards | Beste Darstellerin in einer Comedyserie: Melissa McCarthy                             | Nominiert |
| 2013 | Emmy                     | Kinematographie für eine Multi-Kamera-Serie                                           | Nominiert |
| 2014 | Emmy                     | Beste Hauptdarstellerin in einer Comedyserie: Melissa McCarthy                        | Nominiert |
| 2014 | Emmy                     | Kinematographie für eine Multi-Kamera-Serie                                           | Nominiert |
| 2014 | People’s Choice Awards   | Beste Darstellerin in einer Comedyserie: Melissa McCarthy                             | Nominiert |
| 2015 | People’s Choice Awards   | Beste Darstellerin in einer Comedyserie: Melissa McCarthy                             | Nominiert |

## DVD-Veröffentlichung
Vereinigte Staaten
- Staffel 1 erschien am 20. September 2011
- Staffel 2 erschien am 21. August 2012
- Staffel 3 erschien am 20. August 2013
- Staffel 4 erschien am 30. September 2014
- Staffel 5 erschien am 18. August 2015
- Staffel 6 erschien am 11. Oktober 2016

Großbritannien
- Staffel 1 erschien am 6. Februar 2012
- Staffel 2 erschien am 24. September 2012

Deutschland
- Staffel 1 erschien am 30. August 2013
- Staffel 2 erschien am 6. Dezember 2013
- Staffel 3 erschien am 5. Juni 2014
- Staffel 4 erschien am 4. Dezember 2014
- Staffel 5 erschien am 17. Dezember 2015
- Staffel 6 erschien am 15. Dezember 2016

## Trivia
In der vierten Staffel hat Susan Sarandon in zwei Folgen einen Gastauftritt. Sie wird von ihrer Standard-Synchronsprecherin Kerstin Sanders-Dornseif synchronisiert. Diese Synchronstimme hat auch die zur Stammbesetzung der Serie gehörende Rondi Reed als Mikes Mutter, die bereits seit der ersten Staffel dabei ist. Mikes Mutter wird dabei mit einer tieferen Stimmlage synchronisiert.